# タイ (イギリスのMC)
タイ（英語: Ty[ˈtaɪ]、1972年8月17日 - 2020年5月7日）は、イギリスのラッパー。
ナイジェリア系イギリス人。本名はベネディクト・オクウチュクウ・ゴッドウィン・チジオケ（Benedict Okwuchukwu Godwin Chijioke）。

## 生涯
アルバム『Awkward』（2001年）、『Upwards』（2004年）、『Closer』（2006年）、『Special Kind of Fool』（2010年）、『A Work of Heart』（2018年）を発表しており、『Upwards』はマーキュリー賞に指名された。ショーティ・ブリッツ、ドリュー・ホーリー、トニー・アレン、ルーツ・マヌーヴァ、デ・ラ・ソウルなどと共演した作品がある。
4月に集中治療を受けていたが新型コロナウイルス感染症による肺炎により47歳で死去した。